# Kevin Weidlich
Kevin-Okyere Weidlich (* 4. Oktober 1989 in Hamburg) ist ein deutsch-ghanaischer Fußballspieler auf der Position eines Mittelfeldspielers. Anders als sein älterer Bruder Denis fand er erst spät über den Amateursport den Weg in den Profifußball.

## Karriere

### Karrierebeginn in Hamburg
Kevin-Okyere Weidlich wurde am 4. Oktober 1989 als Sohn ghanaischer Einwanderer, die in den 1980er Jahren den Weg nach Deutschland fanden, in der Hansestadt Hamburg geboren. Hier durchlief er sämtliche Nachwuchsmannschaften bei verschiedenen Hamburger Vereinen. Von 1994 bis 2000 gehörte er dem SC Urania Hamburg an, gefolgt vom SC Concordia Hamburg von 2000 bis 2002. In diesem Jahre schaffte er den Sprung in die Jugend des größeren FC St. Pauli, dessen erste Mannschaft gerade einen Abstieg in den Amateurfußball hinnehmen musste und sich Anfang der 2000er Jahre in einem Formtief befand. Bei den Kiezkickern war er daraufhin jedoch nur für etwa zwei Jahre aktiv, ehe ein weiterer Vereinswechsel anstand und er in den Nachwuchs des SV Nettelnburg/Allermöhe transferierte. Wie zuletzt bei St. Pauli war er auch hier vorwiegend in der B-Jugend aktiv. Vom Amateurklub aus Hamburg-Bergedorf ging es für ihn bereits 2005 weiter zu Altona 93 nach Hamburg-Altona, wo er in den nachfolgenden Jahren kurz vor einem Wechsel in den Herrenfußball stand.
Dennoch wechselte er im Sommer 2007 zum ebenfalls 1893 gegründeten VfL 93 Hamburg, dem größten Sportverein in Hamburg-Winterhude, bei dem er zwar hauptsächlich im vereinseigenen Nachwuchs spielte, aber auch erste Einsätze im Herrenfußball absolvierte. Sein Debüt in ebendiesem gab er am 10. August 2007 bei einer 2:3-Auswärtsniederlage gegen den Meiendorfer SV, als ihn Trainer Daniel Sager ab der zweiten Hälfte als Ersatz für Benedict Kummerfeldt einsetzte. Danach absolvierte er bis Mitte Oktober sieben weitere Meisterschaftsspiele und brachte es in der Mannschaft rund um den torgefährlichen Portugiesen Davide Pedroso-Bussu auf einen Treffer. Diesen erzielte er bei seinem fünften Einsatz, einem 4:2-Heimsieg über den SV Grün-Weiss Harburg am 14. September. Danach gehörte er nicht mehr zum Kader der Mannschaft mit Spielbetrieb in der Oberliga Hamburg und trat wieder häufiger für den Nachwuchs in Erscheinung. Über Einsätze Weidlichs im Hamburger Pokal, in dem der VfL 93 in dieser Saison bis ins Achtelfinale kam, ist nichts bekannt.

### Durchbruch beim USC Paloma Hamburg
Im Sommer 2008 wechselte der Mittelfeldakteur zu seinem mittlerweile siebenten Hamburger Verein, dem 1909 gegründeten USC Paloma Hamburg. In dessen erster Mannschaft wurde Weidlich, der bei der U-20 auch einmal ein Kandidat für die Nationalmannschaft war, es jedoch zu keinem weiteren Engagement kam, in der Spielzeit 2008/09 ab der sechsten Meisterschaftsrunde eingesetzt. Nachdem er in dieser bei einer 1:3-Niederlage gegen den späteren Meister SC Victoria Hamburg unter Trainer Frank Hüllmann ab der zweiten Spielhälfte eingesetzt wurde und nur wenige Minuten nach seiner Einwechslung den einzigen Treffer seiner Mannschaft erzielte, avancierte er in weiterer Folge zum Stammspieler. Bis zum Saisonende versäumte er lediglich eine einzige Begegnung und kam am Ende auf eine Bilanz von 28 Ligaeinsätzen, in denen er fünf Tore erzielte und weitere zwei Treffer für seine Teamkollegen vorbereitete. Im Endklassement rangierte die Mannschaft auf dem elften Tabellenplatz und brachte es in der darauffolgenden Saison 2009/10 auf den siebenten Platz. In dieser Saison kam Weidlich abermals auf 28 von 34 möglich gewesenen Ligaeinsätzen, agierte aber bereits wesentlich offensiver. Bereits nach den ersten acht Meisterschaftsrunden hatte er sieben Tore und eine Torvorlage zu Buche stehen. Danach agierte er zumeist als Spielmacher und Vorlagengeber, wobei er am Mitte April bis zum Saisonende Ende Mai nur mehr zu unregelmäßigen Einsätzen kam. Bei seinen 28 Ligaauftritten gelangen ihm neun Tore und elf Assists.
Nach zwei Spielzeiten beim USC Paloma Hamburg wurde Weidlich vom Sylter Hotelier Volker Koppelt für dessen 2008 gegründeten und nur kurzlebigen FC Sylt angeworben. Für den Klub, der großteils aus ehemaligen Profispielern oder Routiniers bestand, kam der 20- bzw. 21-Jährige Weidlich daraufhin zu regelmäßigen Einsätzen in der Fußball-Schleswig-Holstein-Liga 2010/11. Von Saisonbeginn bis Mitte Oktober agierte er dabei als Stammspieler und war bei elf Ligaeinsätzen mit einem Treffer und drei Torvorlagen beteiligt, ehe er bis zur Winterpause zumeist nicht mehr dem Kader angehörte. Erst im März 2011 gehörte Weidlich wieder zum Stammaufgebot und steuerte bei seinen ersten sechs Partien im Frühjahr zwei Treffer und vier Assists bei. Nachdem er in weiterer Folge vier Spiele ohne Scorerpunkte absolviert hatte, saß er gegen Ende April zumeist ohne Einsatz auf der Ersatzbank oder gehörte erst gar nicht dem Kader der Sylter an. In der gesamten Saison, die der FC Sylt auf dem dritten Tabellenplatz beendete, brachte es der ghanaischstämmige Mittelfeldakteur auf 21 Ligaeinsätze, drei Tore und sieben Assists.

### Von Sylt über Hamburg nach Neustrelitz
Bereits kurz nach dem Saisonende gab Weidlich sein Abschied vom FC Sylt bekannt und kehrte in seine Heimatstadt Hamburg zurück, wo er sich der gerade in die Regionalliga aufgestiegenen zweiten Mannschaft des FC St. Pauli anschloss. Unter Jörn Großkopf entwickelte er sich rasch zum Stammspieler und konnte bereits bei seinem dritten Ligaeinsatz einen Treffer beisteuern. Der auf diversen Mittelfeldpositionen – zumeist jedoch auf der rechten Seite – eingesetzte Weidlich brachte es bis zum Ende auf 28 Einsätze, drei Tore und zwei Torvorlagen. Im Endklassement der Regionalliga Nord 2011/12 rangierte das Team vom Millerntor auf dem 17. und damit letzten Tabellenplatz, brauchte aber aufgrund der Regionalligareform nicht in die nächstniedrigere Spielklasse abzusteigen. Für Weidlich brachte es einen weiteren Vereinswechsel, der ihn ins rund 250 Kilometer entfernte Neustrelitz führte, nach sich. Bei der dortigen TSG Neustrelitz, mit Spielbetrieb in der viertklassigen Regionalliga Nordost, tat sich der zumeist im rechten Mittelfeld eingesetzte Hamburger schwer, sich in die Stammformation zu spielen. Unter Rastislav Hodul spielte er so gut wie nie volle 90 Minuten durch und agierte oftmals als Ersatzspieler. Bei zwei Treffern und drei Assists aus 23 Ligaeinsätzen war auch von seiner einstigen Offensivstärke kaum etwas zu vernehmen. Das einzige Highlight für Weidlich war in dieser Saison der Gewinn des Mecklenburg-Vorpommern-Pokals mit einem 3:0-Finalsieg über Hansa Rostock, bei dem er auch nur als Ersatzspieler zu wenig Einsatzminuten kam. Nach dem Saisonende, als die Neustrelitzer den achten Tabellenplatz in der Regionalliga Nordost 2012/13 belegten, wurde Weidlich wieder vereinslos und kehrte in seine Heimatstadt Hamburg zurück.
Probetrainingseinheiten wie zum Beispiel bei Wormatia Worms führten zu keiner Verpflichtung, weshalb er sich unter anderem beim Kreisligisten Croatia Hamburg fit hielt. Zu diesem Zeitpunkt wollte er als Berufsfußballer zumindest in der Regionalliga spielen, weshalb er mögliche Angebote von klassenniederen Vereinen grundsätzlich ablehnte. Nach einem knappen Jahr der Vereinslosigkeit schloss er sich im Winter 2013/14 wieder der TSG Neustrelitz an. Bei der Mannschaft, die ab der zehnten Runde den ersten Tabellenplatz belegte, konnte er sich jedoch abermals nicht als Stammspieler behaupten, da die Neustrelitzer mit Christopher Mandiangu, Hugo Lopes, Christian Skoda oder Ingo Wunderlich gleich mehrere Akteure hatten, die auf Weidlichs angestammter Position spielen konnten. Bis zum Saisonende erreichte der Hamburger noch zwölf Ligaeinsätze und erzielte zwei Tore. Da das Team aus Mecklenburg-Vorpommern am Ende der Saison 2013/14 noch immer an erster Tabellenposition stand, qualifizierte sich die TSG Neustrelitz für die Teilnahme an der Aufstiegsrunde zur 3. Liga. Bei der 0:2-Niederlage im Hinspiel gegen den 1. FSV Mainz 05 II noch über die vollen 90 Minuten im rechten Mittelfeld im Einsatz, absolvierte er bei wenige Tage später folgenden 1:3-Niederlage nur noch eine Halbzeit, steuerte aber das einzige Tor seiner Mannschaft in dieser Aufstiegsrunde bei.
Nach dem verpatzten Aufstieg in den Profifußball blieb Weidlich weiterhin bei der TSG und avancierte bereits zu Saisonbeginn 2014/15 zu einem Spitzenspieler und zur Stammkraft der Neustrelitzer. Bereits nach drei absolvierten Spielrunden hatte er drei Tore erzielt und weitere zwei für seinen Teamkameraden vorbereitet. Im Laufe der Saison konnte sich der Mittelfeldakteur des Öfteren als Torschütze eintragen und war auch zum Saisonende hin einer der offensiv gefährlichsten Spieler der Mannschaft, wobei er in den drei letzten Meisterschaftsspielen ein Tor und vier Vorlagen beisteuerte. Insgesamt absolvierte der ghanaischstämmige Offensivspieler 26 von 30 möglichen Ligapartien und war mit acht Toren und sieben Vorlagen in der Scorerpunkteliste der Regionalliga Nordost 2014/15 unter den Top 10. Im Endklassement reichte es für die Mannschaft jedoch lediglich für den achten Rang und damit einen Platz im Tabellenmittelfeld. Besser lief es für das Team wieder im Mecklenburg-Vorpommern-Pokal, bei dem man zum sechsten Mal in das Finale einzog. Weidlich war auf dem Weg dorthin an vier der fünf Spiele seiner Mannschaft beteiligt und hatte unter anderem beim 14:1-Kantersieg über den Tribseeser SV auch einen Doppelpack erzielt. Im Finale, das er – wie bereits des Öfteren auch in der Liga – als linker Mittelfeldspieler absolvierte, traf er auf seinen Bruder Denis, der zu diesem Zeitpunkt bei Hansa Rostock unter Vertrag stand. Anders als noch zwei Jahre zuvor konnten sich die Neustrelitzer nicht gegen den Großklub aus Rostock durchsetzen und verloren das Finale mit 0:1.

### Über die Bundeshauptstadt in die Niederlausitz
Auf das für ihn bislang längste Engagement seiner bisherigen Karriere als Fußballspieler, setzte Weidlich diese beim BFC Dynamo, dem Rekordmeister der DDR-Oberliga, in der Bundeshauptstadt Berlin fort. Bei den Berlinern, zu denen er ablösefrei gewechselt war, fungierte er gleich von Beginn der Saison 2015/16 an als Stammkraft im rechten Mittelfeld. An der Seite des zumeist im zentralen bzw. offensiven Mittelfeld eingesetzten Thiago Rockenbach kam Weidlich auf 28 von 34 möglichen Meisterschaftseinsätzen und dabei auf eine Bilanz von drei Treffern und zwölf Torvorlagen, womit er in dieser Saison, hinter Zafer Yelen vom Berliner AK 07, der zweitbeste Assistgeber der Liga war. In der Endtabelle belegte der einstige DDR-Erfolgsklub mit 19 Punkten Rückstand auf den Meister und Aufsteiger FSV Zwickau den vierten Platz. Neben zwei Einsätzen im Berliner Landespokal, als der BFC Dynamo im Elfmeterschießen des Viertelfinales gegen den SC Staaken ausschied, absolvierte Weidlich in dieser Saison auch einen Einsatz im DFB-Pokal 2015/16, der Erstrundenniederlage gegen den FSV Frankfurt. Bereits kurz vor dem offiziellen Saisonende gab der deutsch-ghanaische-Doppelstaatsbürger nach nur einer Spielzeit seinen Abgang aus Berlin bekannt und schlug dabei ein Angebot der Berliner aus.
Sein weiterer Werdegang führte ihn in die Niederlausitz, wo er sich dem gerade wieder aufstrebenden Regionalligisten Energie Cottbus anschloss und einen Vertrag bis Sommer 2017 unterzeichnete. Auch in Cottbus stand Weidlich unter Trainer Claus-Dieter Wollitz fast ausnahmslos in der Startformation und war mit dem Team nach dem ersten Saisondrittel einer der Titelfavoriten. In der Regionalliga Nordost 2016/17 kam der Deutsch-Ghanaer in insgesamt 32 Meisterschaftsspielen zum Einsatz und steuerte drei Treffer und fünf Torvorlagen bei. Das Team rangierte im Endklassement mit neun Punkten Rückstand auf den FC Carl Zeiss Jena auf dem zweiten Tabellenplatz. Des Weiteren gewann er mit dem Klub den Brandenburgpokal, bei dem er in der Saison 2016/17 in den vier letzten Partien ab dem Achtelfinale eingesetzt wurde. Vor allem beim 11:1-Kantersieg über den SV Victoria Seelow im Achtelfinale konnte Weidlich mit drei Treffern auf sich aufmerksam machen. Beim 2:0-Finalsieg über den FSV 63 Luckenwalde spielte er nicht auf seiner angestammten Position im rechten bzw. offensiven Mittelfeld, sondern wurde von Wollitz als Rechtsverteidiger eingesetzt.
Nach einer vorzeitigen Vertragsverlängerung im April, als sein im Sommer auslaufender Vertrag bis Juni 2018 verlängert wurde und dieser im Falle eines Aufstiegs in die 3. Liga um ein weiteres Jahr verlängert werden würde, absolvierte er mit den Cottbusern eine noch erfolgreichere Spielzeit 2017/18. Wollitz setzte ihn weiterhin in der Stammmannschaft ein, wobei der 1,84 m große Mittelfeldakteur auf 29 Ligaeinsätze und sechs Treffer kam. Mit Energie Cottbus rangierte er am Saisonende mit 28 Siegen, fünf Unentschieden und einer einzigen Niederlage mit 31 Punkten Vorsprung auf den Zweitplatzierten auf dem ersten Tabellenplatz und schaffte damit problemlos den Aufstieg in den Profifußball. Des Weiteren gewann er mit den Cottbusern ein weiteres Mal den Brandenburgpokal, wobei er mit vier Toren und zwei Assists als einer der Leistungsträger seiner Mannschaft galt. Sein Abstaubertor in der 85. Spielminute nach einem Torschuss von Marcelo Freitas beim 1:0-Finalsieg über den SV Babelsberg 03 war spielentscheidend für die auf mehreren Positionen umgestellte Mannschaft. Zusätzlich wurde der gebürtige Hamburger in der 1. Hauptrunde des DFB-Pokals 2017/18 gegen den Bundesliga-Klub VfB Stuttgart eingesetzt. In dieser Begegnung schied Energie Cottbus erst im Elfmeterschießen gegen die Stuttgarter aus. In der wenige Tage nach dem Brandenburgpokal-Finale folgenden Aufstiegsrunde um die Teilnahme an der 3. Liga gewann Weidlich mit seiner Mannschaft das Hinspiel mit 3:2, womit das 0:0-Remis im Rückspiel ausreichte und die Cottbuser in den Profifußball zurückkehrten.
Mit dem ersten Saisonspiel 2018/19 gab Weidlich, weiterhin als Stammkraft im Einsatz, sein Profidebüt, als er beim 3:0-Heimsieg über Hansa Rostock die vollen 90 Minuten als rechter Mittelfeldspieler auf dem Spielfeld war. Nach Abschluss dieser Saison und dem Wiederabstiegs des FC Energie Cottbus in die Regionalliga Nordost erklärte Weidlich seinen Abschied vom Verein, da man ihm kein neues Vertragsangebot unterbreitet hatte.

### Erstmals im Rheinland
Nach einer halbjährigen, vereinslosen Spielpause, währenddessen Weidlich beim FC St. Pauli mittrainiert hat, unterzeichnete er noch vor Beginn der Rückrunde der Saison 2019/20 einen Vertrag beim rheinischen Regionalligisten SC Fortuna Köln.

### Rückkehr nach Hamburg
Nach einem Jahr Vereinslosigkeit schloss er sich Ende Juli 2021 dem FC Teutonia 05 Ottensen in der Regionalliga Nord an.

## Privates
Seine Lebensgefährtin Rilana lebt mit dem älteren Sohn Orlando und dem im Dezember 2017 geborenen Sohn Imani-Noel in Hamburg. Weitere Mitglieder seiner großen Familie leben in Ghana, wohin er beinahe jährlich zu Besuchen reist.

## Erfolge
mit der TSG Neustrelitz
- Sieger des Mecklenburg-Vorpommern-Pokals: 2012/13
- Meister der Regionalliga Nordost: 2013/14
- Finalist des Mecklenburg-Vorpommern-Pokals: 2014/15

mit Energie Cottbus
- Vizemeister der Regionalliga Nordost: 2016/17
- Sieger des Brandenburgpokals: 2016/17 und 2017/18
- Meister der Regionalliga Nordost und Aufstieg in die 3. Liga: 2017/18